# Godella
Godella è un comune spagnolo di 13 240 abitanti situato nella comunità autonoma Valenciana.